# Lisia Góra (Beskid Niski)
Lisia Góra (lub Liszkowa) (562 m n.p.m.) – szczyt w Beskidzie Niskim, w Górach Grybowskich.